# Trentepohlia spinulifera
Trentepohlia spinulifera är en tvåvingeart som beskrevs av Edwards 1928. Trentepohlia spinulifera ingår i släktet Trentepohlia och familjen småharkrankar. Inga underarter finns listade i Catalogue of Life.